# 몰레
몰레(스페인어: mole)는 멕시코 요리에 쓰이는 여러 소스를 일컫는 말이다. 멕시코 밖에서 "몰레"는 주로 푸에블라식 소스인 몰레 포블라노를 일컫는다.

## 같이 보기
- 살사